# Kampung Baru (Baiturrahman)
Kampung Baru is een bestuurslaag in het regentschap Banda Aceh van de provincie Atjeh, Indonesië. Kampung Baru telt 2525 inwoners (volkstelling 2010).